# Horacio Salinas
Horacio Salinas (Lautaro, Región de la Araucanía; 8 de julio de 1951) es un músico chileno, compositor e intérprete de guitarra, charango, cuatro venezolano, tiple e instrumentos de cuerda en general. Fue director musical de Inti-Illimani entre 1967 y 2001, para la cual compuso más de ochenta piezas musicales, convirtiéndolo en el principal creador musical de dicha banda. Por desavenencias musicales y personales, abandonó el grupo en 2001, para cofundar en 2004 Inti-Illimani Histórico, donde también ejerce como director musical.
Salinas es considerado uno de los compositores más relevantes de la música popular contemporánea chilena, posterior a la generación de Víctor Jara y Violeta Parra. Además de sus composiciones para Inti-Illimani e Inti-Illimani Histórico, ha compuesto música para teatro y televisión, incluyendo la RAI italiana y la BBC británica, así como música incidental para cine.

## Biografía

### Estudios
Salinas estudió en la Facultad de Ciencias y Artes Musicales de la Universidad de Chile. Allí se desempeñó como guitarrista clásico y como guitarrista del ballet folklórico Pucará. Entre sus primeros modelos estaban Eduardo Falú, Atahualpa Yupanqui y Luis Advis. A fines de la década de 1970, compuso canciones con Patricio Manns.

### Período de Inti-Illimani: 1967-2001
Ingresó a Inti-Illimani el mismo año de su creación, en 1967, donde asumió rápidamente como director musical.
Luego del golpe de Estado en Chile de 1973, que dio a la dictadura militar de Augusto Pinochet, Inti Illimani se exilió en Italia, donde Salinas permaneció junto a su grupo durante quince años. En Europa, Inti Illimani alcanzó gran notoriedad, y con ellos Salinas realizó numerosas giras internacionales.
Además de sus trabajos con Inti-Illimani, escribió paralelamente piezas que fueron publicadas en La música de Horacio Salinas (1986). Asimismo, en la década de 1990, de regreso en Chile luego de la Transición a la democracia, a su catálogo de piezas doctas y populares añadió composiciones de música incidental para documentales, filmes y obras de teatro. En 1991, realizó la banda sonora de la restauración del clásico del cine chileno, El húsar de la muerte.

### Período de Inti-Illimani Histórico
En 2001, tras su salida de Inti-Illimani, comenzó su carrera como solista con el disco Remos en el agua, junto a una banda integrada por su hijo Camilo Salinas (pianista), Fernando Julio (contrabajista), Jorge Ball (percusionista) y Danilo Donoso (baterista).
En 2008, el guitarrista clásico chileno José Antonio Escobar adaptó una de las piezas musicales de Salinas para un disco de música clásica. En 2013, Salinas publicó un libro titulado La canción en el sombrero, donde habla de la historia de Inti-Illimani y de su disolución, gatillada en parte por sus diferencias con Marcelo Coulón. Este libro se reeditó más tarde en Italia, en 2016.
En 2014, el guitarrista clásico australiano John Williams adaptó la obra titulada «Danzas peregrinas».

## Obra

### Discografía

#### Con Inti-Illimani
Participó en todos los álbumes lanzados por Inti-Illimani desde sus inicios hasta 2001, cuando la banda se dividió. Desde entonces, ha participado en toda la discografía de Inti-Illimani Histórico. A continuación solo se listan los álbumes de estudio. Para los álbumes restantes, así como las colaboraciones de la agrupación y su participación en los álbumes colectivos, véase el anexo correspondiente.
- 1969 - Si somos americanos
- 1969 - A la Revolución Mexicana
- 1969 - Inti-Illimani
- 1970 - Inti-Illimani
- 1970 - Canto al programa
- 1971 - Autores chilenos
- 1972 - Canto para una semilla (con Isabel Parra y Carmen Bunster)
- 1973 - Canto de pueblos andinos
- 1973 - Viva Chile!
- 1974 - La Nueva Canción Chilena (Inti-Illimani 2)
- 1975 - Canto de pueblos andinos (Inti-Illimani 3)
- 1975 - Hacia la libertad (Inti-Illimani 4)
- 1976 - Canto de pueblos andinos, vol. 2 (Inti-Illimani 5)
- 1977 - Chile resistencia (Inti-Illimani 6)
- 1978 - Canto per un seme (con Isabel Parra y Edmonda Aldini)
- 1978 - Canto para una semilla (con Isabel Parra y Marés González)
- 1979 - Canción para matar una culebra
- 1979 - Jag Vill Tacka Livet (con Arja Saijonmaa)
- 1981 - Palimpsesto
- 1984 - Imaginación
- 1984 - Sing to Me the Dream  (Inti Illimani - Holly Near)
- 1985 - Chant pour une semence (con Isabel Parra y Francesca Solleville)
- 1985 - La muerte no va conmigo (con Patricio Manns)
- 1986 - De canto y baile
- 1987 - Fragmentos de un sueño (con John Williams y Paco Peña)
- 1990 - Leyenda (con John Williams y Paco Peña)
- 1993 - Andadas
- 1996 - Arriesgaré la piel
- 1998 - Lejanía
- 1998 - Amar de nuevo
- 1999 - La rosa de los vientos
- 1999 - Inti-Illimani sinfónico
- 1999 - Inti-Illimani interpreta a Víctor Jara

#### Con Inti-Illimani Histórico
- 2006 - Esencial
- 2006 - Antología en vivo (Feria Music)
- 2010 - Travesura (con Diego «el Cigala» y Eva Ayllón)
- 2012 - Eva Ayllón + Inti-Illimani Histórico (Feria Music)
- 2014 - Inti-Illimani Histórico canta a Manns
- 2016 - Fiesta

#### Como solista
- 1986 - La música de Horacio Salinas (Alerce)
- 1991 - Trazos de cielo sur (Música incidental serie Al Sur del Mundo, Alerce)
- 1997 - Música para cine volumen 1 (EMI Odeón CHilena)
- 1998 - Música para cine volumen 2 (EMI Odeón Chilena - Ministerio de Cultura)
- 2003 - Banda Salinas: Remos en el agua (Warner Music)

Bandas sonoras
- 1991 - El húsar de la muerte (largometraje del director Pedro Sienna; versión restaurada)
- 1991 - Al Sur del Mundo Temporadas 1991 y 1992
- 1992 - Los agentes de la KGB también se enamoran (largometraje del director Sebastián Alarcón)
- 2002 - El fotógrafo (largometraje del director Sebastián Alarcón)
- 2002 - Antofagasta, el Hollywood de Sudamérica (documental)
- 2003 - Subterra: Entre la luz y el infierno (largometraje del director Marcelo Ferrari)
- 2015 - Si quieres hacer reír a Dios (documental)

#### Colaboraciones
- 1970 - Violeta Parra (de Isabel Parra)
- 1971 - De aquí y de allá (de Isabel Parra)

### Obra escrita
- 2013: La canción en el sombrero, editorial Catalonia, Santiago de Chile